# Hynce Ptáček z Pirkštejna

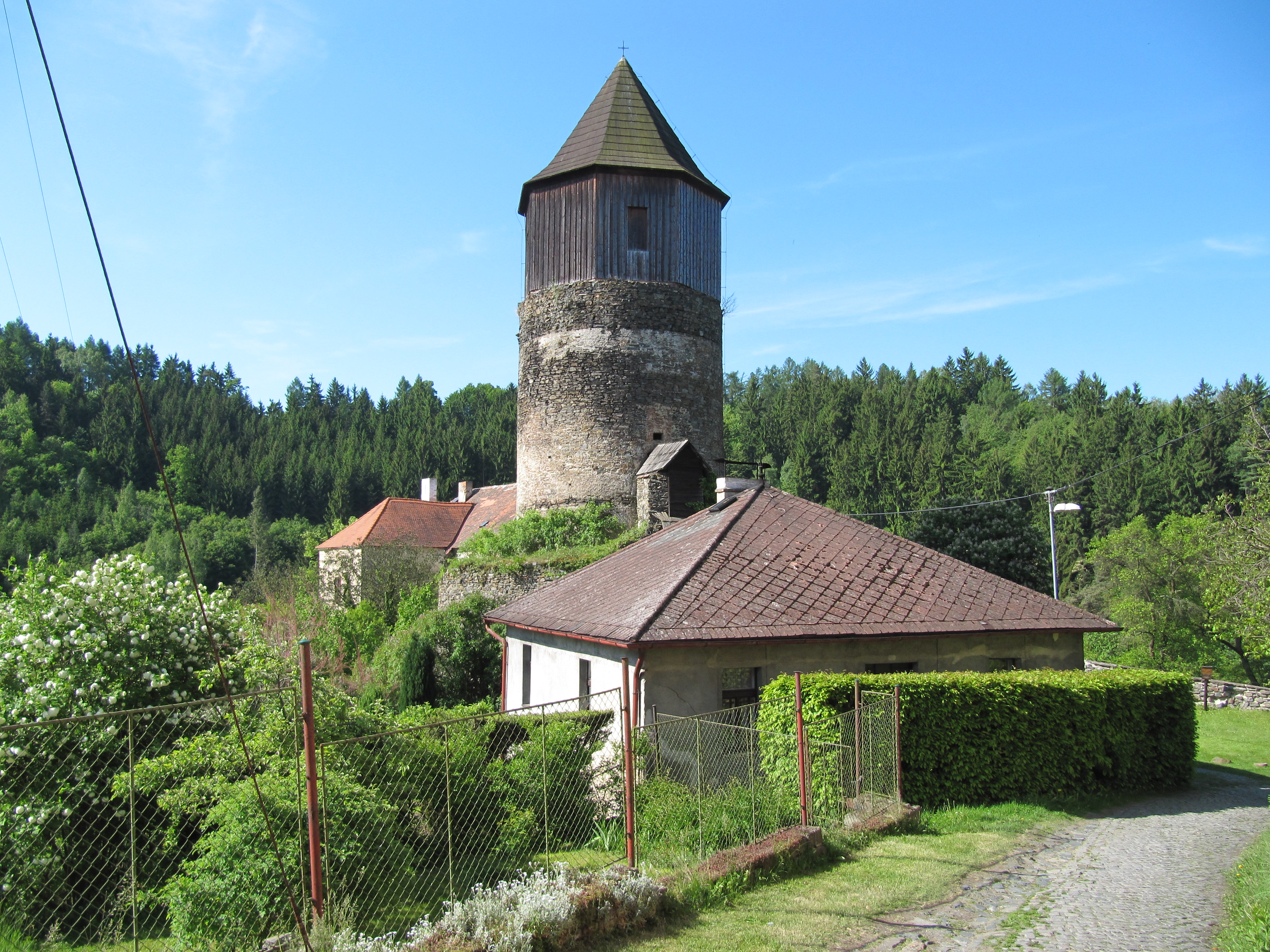
Hrad Pirkštejn

Hynce Ptáček z Pirkštejna (též Hynek nebo Hyncík) (kolem 1400? – 27. srpna 1444, Rataje nad Sázavou) byl český šlechtic z vedlejší větve rodu pánů z Lipé a jedna z nejvýznamnějších politických osobností období mezi ukončením husitských válek a vládou Jiřího z Poděbrad. Původně se hlásil ke katolické víře, poté přestoupil ke kališnictví a postupně se stal hlavou východočeského utrakvistického spolku.

## Život

### Politické začátky
Ačkoli jeho otec Jan Ptáček z Pirkštejna bojoval spolu s Petrem Konopišťským ze Šternberka v bitvě u Živohoště proti husitům, Hynce Ptáček se přidal ke straně podobojí. V roce 1430 byl vybrán jako jeden ze šesti zástupců panského stavu do delegace, která měla v Norimberku obhajovat čtyři pražské artikuly. V roce 1434 se zapojil do utrakvisticko-katolické aliance, s níž se 6. května 1434 účastnil dobývání Nového Města Pražského a poté 30. května bitvy u Lipan (stál tedy na straně vítězů). Na červencovém sněmu českých a moravských stavů jej zvolili do poselstva k císaři Zikmundovi Lucemburskému do Řezna. V roce 1435 byl zemskou vládou pověřen velením vojska, které oblehlo táborský hrad Ostromeč; po více než dvou měsících se posádka Filipa z Padařova vzdala za záruku svobodného odchodu. Aktivně se zúčastnil řady dalších jednání i poselstev, která měla vyjednat podmínky přijetí Zikmunda za českého krále. Na sjezdu v Brně v červnu 1435, kde české stavy jednaly s císařem a papežskými legáty, patřil k umírněným a spolu s Oldřichem z Rožmberka, Menhartem z Hradce a Alšem Holickým ze Šternberka obdržel od legátů finanční příspěvek poskytnutý basilejským koncilem. Zároveň zde byl vybrán mezi 16 volitelů pražského arcibiskupa, kterým byl jednohlasně zvolen Jan Rokycana.
V roce 1436 po nástupu Zikmunda na trůn se Hynce Ptáček z Pirkštejna stal nejvyšším hofmistrem a pravděpodobně i členem dvorské rady. Když se obnovily zemské úřady, stal se i jedním ze zemských soudců. V roce 1437 ho Zikmund pověřil velením vojska proti poslednímu nepříteli jeho vlády, Janu Roháči z Dubé. Ptáček obléhal Roháčův hrad Sion téměř čtyři měsíce, ale bylo to víceméně fingované obléhání, jak ukázaly archeologické výzkumy (hrad neměl vlastní studnu, našlo se jen velmi málo dělových koulí atd.). Svou vyčkávací taktiku obhajoval Ptáček nedostatkem vojska i peněz. Když Zikmund poslal na pomoc obléhatelům uherské oddíly Michala Országha, při rychlém útoku (nejspíš ještě před příchodem posil) byla většina posádky zajata.

### Boje o trůn po smrti Zikmunda
Po Zikmundově smrti se Ptáček stal nejvýznamnější osobností kališnických východních Čech (brzy po Zikmundovi zemřel i Diviš Bořek z Miletínka). Patřil ke straně královny-vdovy Barbory, s níž spolu s dalšími českými šlechtici, např. Alšem ze Šternberka, navázal kontakty již dříve a kterou dal Zikmund před svou smrtí uvěznit. Tuto stranu (zvanou též "strana národní") spojoval odpor proti nástupnictví Albrechta Habsburského (manžela Zikmundovy dcery Alžběty), kterého prosazovala za krále "rakouská" strana, jejímiž hlavními představiteli byli Oldřich II z Rožmberka a Menhart z Hradce. Barbořina strana zvažovala možnost nabídky českého trůnu Jagelloncům (dle původních úvah si polský král nebo jeho bratr měl vzít Barbořinu vnučku a královna-vdova by vládla jako regentka). Polskou kandidaturu podporovali i radikálové v čele s Bedřichem ze Strážnice, sám Ptáček preferoval zprvu (možná jen navenek) jednání o kapitulačních podmínkách přijetí Albrechta za českého krále. Když byla jednání neúspěšná, svolal Ptáček v dubnu 1438 sjezd svých spojenců do Kutné Hory, kde byla polská kandidatura odsouhlasena. Ptáček spolu s Alšem Holickým poté odjeli do Polska a dosáhli toho, že polský sněm souhlasil s kandidaturou Kazimíra, mladšího bratra krále Vladislava. Po oficiálním vyhlášení volby Kazimíra Jagellonského českým králem na sjezdu kališnické šlechty v Mělníce 29. května 1438 vytáhl Albrecht Habsburský podporovaný rakouskou stranou do Čech. Praha byla v té době prorakouská a Albrecht se zde nechal korunovat za českého krále (přestože ho Ptáčkova strana žádala, aby korunovaci odložil a počkal na výnos zemského sněmu). Proti Albrechtovi se spojila vojska českých kališníků s oddíly vyslanými z Polska; za českou stranu byli veliteli Hynce Ptáček a Bedřich ze Strážnice. Vojensky si však příliš úspěšně nepočínali. S Albrechtovými vojsky posílenými braniborskými a saskými oddíly se potkali u Tábora. Po menších šarvátkách a neúspěšných jednáních Albrecht 15. září od města odtáhl. Jeho spojenci na ústupu svedli s česko-polskými vojsky vítěznou bitvu u Želenic. Ptáček pak s několika dalšími představiteli své strany odjel za polským králem Vladislavem. Protože však Poláci cítili ohrožení ze strany Uher a Litvy, svá vojska z Čech stáhli. Ptáček zůstal v Polsku až do poloviny roku 1439, větší polské podpory se však Češi nedočkali. Již v únoru 1439 uzavřel Albrecht s Vladislavem příměří, poté se pokračovalo ve dvoustranných jednáních. Na podzim však Albrecht vytáhl proti Turkům, během tažení se nakazil úplavicí a nečekaně zemřel.

### Období bezvládí
V období následujícího bezvládí byl Hynce Ptáček na vrcholu své politické kariéry. Již hlavní výsledek jednání pražského sněmu v lednu 1440, tzv. List mierný všech stavů království českého, byl velkým úspěchem Ptáčkovy strany. Zahrnoval dodržování kompaktát, požadavek potvrzení Rokycany jako řádně zvoleného arcibiskupa, zneplatnění Albrechtových zápisů ke škodě české koruny nebo jeho protivníků, zajištění práv císařovny Barbory aj. Aby posílil svou mocenskou pozici, zaměřil se Ptáček na vytvoření pevnější organizace ve východních Čechách. Na jednání východočeské šlechty v Čáslavi v březnu 1440 byly ustaveny čtyři východočeské landfrýdy (krajské spolky na obranu míru) v čele s hejtmany, kteří dostali rozsáhlé pravomoce. Sám Ptáček byl zvolen hejtmanem Kouřimského kraje, ve skutečnosti byl (silou své osobnosti a díky diplomatickým schopnostem) vrchním hejtmanem celého bloku. Velel pak také spojeným landfrýdním vojskům, která byla vyslána proti bývalému táborskému hejtmanovi Janu Koldovi ze Žampachu jakožto porušiteli zemského míru.
Při jednáních o nástupnictví na českém trůnu pak Ptáček již na rozdíl od skupiny radikálů nepodporoval jagellonskou kandidaturu, ale ani automatické přijetí Ladislava Pohrobka, za něhož by musela být v Čechách regentská vláda. Ptáčkův blok se postavil za vévodu Albrechta Bavorského, který nakonec získal na sněmu všeobecnou podporu. Ptáček byl jedním z pěti zplnomocněnců, kteří jeli v červenci 1440 do bavorské Kouby jednat s Albrechtem o podmínkách volební kapitulace. Váhající Albrecht se však rozhodl (po tajném rozhovoru s Oldřichem z Rožmberka, který byl v Čechách největším Ptáčkovým protivníkem), že volbu nepřijme. Ptáčkovo úsilí tím přišlo vniveč. Nadále tedy orientoval svou politiku na římského krále Fridricha III. - ten se měl buď sám stát českým králem, nebo zemským správcem do dospělosti Ladislava Pohrobka, ovšem opět za přijetí stavovských (zejména utrakvistických) podmínek. Toto prosazoval na sněmech i na řadě dalších jednání (v roce 1443 byl i členem poselstva do Vídně), Fridrich III. se však k nabídkám stavěl vyhýbavě. Více úspěchů měl Ptáček při řešení náboženských rozporů mezi utrakvisty. Jeho cílem bylo upevnit pozice Jana Rokycany, který v té době působil v Hradci Králové. Nejprve se mu podařilo smířit Rokycanu s Janem z Příbrami, představitelem pražských umírněných kališníků, posléze dosáhl i toho, že v lednu 1444 sněm odsoudil věrouku táborských kněží. To však bylo jedno z jeho posledních veřejných vystoupení. Při cestě na jednání o budoucím sněmu do Dobříše jej postihla nevolnost (pravděpodobně mrtvice), musel se vrátit zpět do Ratají a zde po několika dnech zemřel. Byl pochován do rodinné krypty v ratajském kostele sv. Matouše.
Na jeho místo v čele východočeských landfrýdů se postavil mladý Jiří z Poděbrad, který navázal na jeho politiku.

## Rodina a državy
Hynce Ptáček byl synem Jana z Pirkštejna a Jitky z Kunštátu. Příbuzenství s Janem Roháčem z Dubé se odvozuje od jeho děda Ješka, jehož manželkou byla Hedvika z Dubé (Roháč tedy nebyl jeho strýcem, navíc ani není jisté, ze které větve Hedvika pocházela). Hynce se oženil s Annou z Hradce, s níž měl dceru Markétu ; případní další potomci se nedožili dospělosti. Před smrtí určil Hynce Markétě jako poručníka Jana Čabelického ze Soutic, který byl jeho politickým spojencem, přítelem i příbuzným (pravděpodobně synovcem druhého manžela jeho matky Jitky Jana Janovského ze Soutic). Smrtí Hynce Ptáčka rod pánů z Pirkštejna vymřel po meči. Markéta se v roce 1463 provdala za Viktorína z Kunštátu, syna Jiřího z Poděbrad.
Hynce Ptáček z Pirkštejna zdědil ratajské a polenské panství, tj. patřily mu hrady Rataje, Pirkštejn a Polná. Na rozdíl od jiných pánů se během husitských válek neobohatil zábory církevního zboží a nepatřil k nejbohatším z panského stavu, jeho hrady však nebyly nikdy dobyty. V roce 1434 od Čeňka z Ronova koupil přibyslavské panství a hrad Ronov. Patřila mu také moravská tvrz Unčovice a krátce před smrtí získal moravský hrad Bílkov. Jeho dědictví představovalo 5 hradů, 3 městečka a 56 poddanských vsí.

## Hlavní postava románu
Hynce Ptáček z Pirkštejna je vedle Jiřího z Poděbrad hlavní postavou historického románu Václava Erbena, fiktivních Pamětí českého krále Jiříka z Poděbrad. Vystupuje zde jako Jiříkův politický učitel, který ho zasvěcuje do světa politických intrik. Ve skutečnosti nebyl jeho poručníkem; byli sice politickými spojenci a Jiří se od něho určitě mnoho naučil, ale asi k sobě neměli příliš blízko, protože není dochována žádná zpráva o tom, že by se vzájemně navštěvovali na svých hradech, ani žádná korespondence mezi nimi.